# Jason Reso
William Jason Reso (30 de novembre de 1973, Kitchener, Ontario, Canada), és un lluitador professional canadenc retirat de la WWE, que havia lluitat a la marca SmackDown sota el nom de Christian.
Entre els seus triomfs destaquen dos ECW Championship, dos WWE World Heavyweight Championship, un WWF European Championship, un WWF Hardcore Championship, tres WWE Intercontinental Championship, un WWE Light Heavyweight Championship, nou WWE World Tag Team Championship.
Va treballar per la Total Nonstop Action Wrestling sota el nom de Christian Cage, on va aconseguir en dos ocasions el NWA World Heavyweight Championship, a més es destaca en ser l'últim posseïdor d'aquest campionat abans que la National Wrestling Alliance i la Total Nonstop Action Wrestling se separessin.
Després de la seva etapa de lluitador ha treballat com a actor a la televisió. Ha protagonitzat la sèrie Haven al canal SyFy. També ha aparegut a Casino Cinema i Murdoch Mysteries.